# Gueorgui Gámov
Gueorgui Antónovich Gámov (en ruso: Геóргий Анто́нович Га́мов; Odesa, 20 de febrerojul./ 4 de marzo de 1904greg.-Boulder, 19 de agosto de 1968), conocido también en EE. UU. como George Gamow, fue un físico y astrónomo soviético nacionalizado estadounidense, que trabajó en diversos temas incluyendo el núcleo atómico, la formación estelar, la nucleosíntesis estelar, la nucleocosmogénesis y el código genético.
Gueorgui Gámov participó en el desarrollo de la bomba de hidrógeno en EE. UU. en los años 1950.

## Biografía

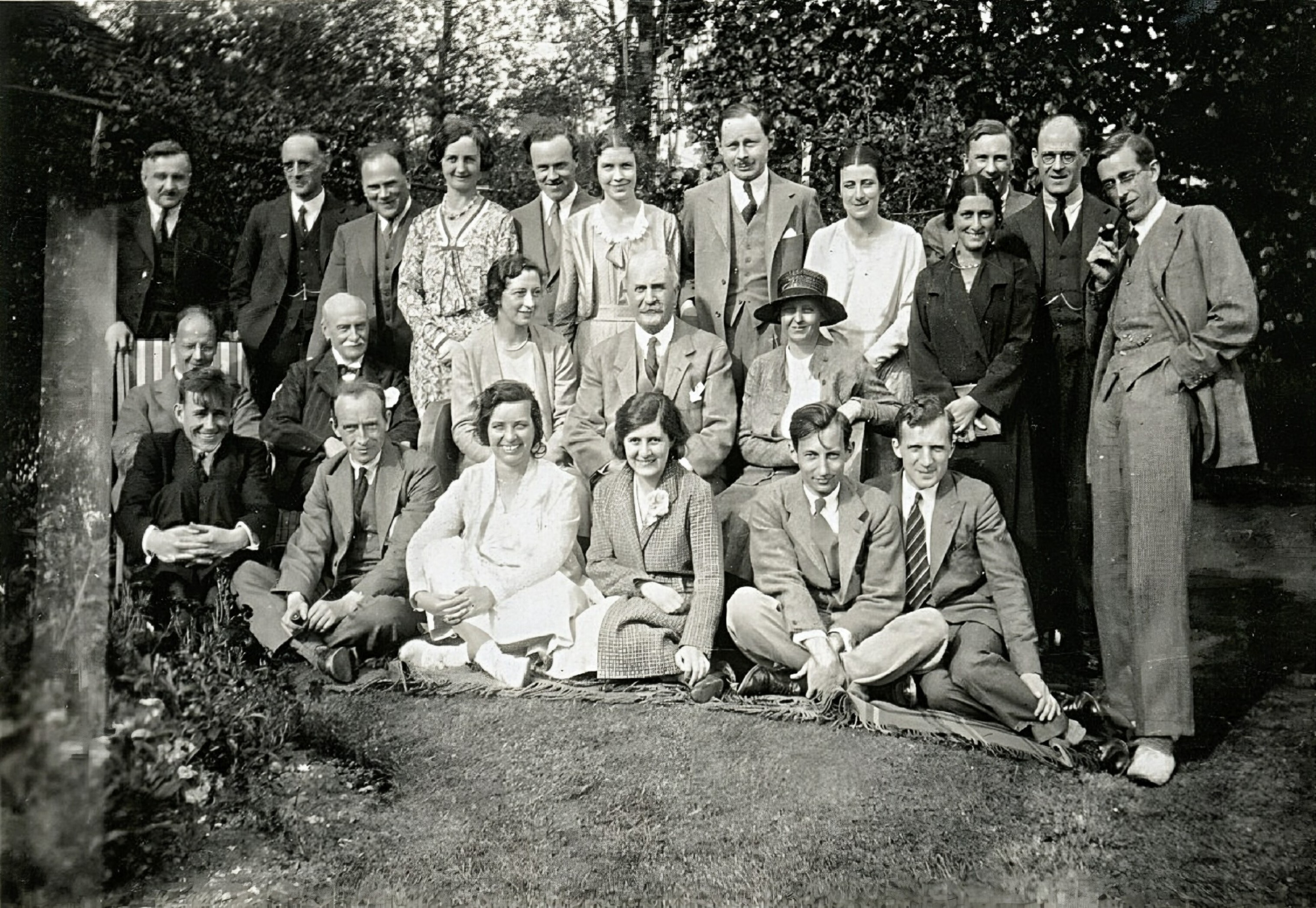
Personal del Laboratorio Bragg en 1931: W. H. Bragg (sentado, centro): físicos A. Lébedev (más a la izquierda), G. Gámov (más a la derecha).

Sus padres fueron Antón Gámov y Aleksandra Lebedíntseva. Su padre le enseñó a cultivar la lengua y literatura rusa, por su parte su madre le enseñó francés. Ella era docente en una escuela para niñas, en la cual enseñaba geografía e historia y él enseñaba literatura en una escuela para niños varones. Gueórgui aprendió también alemán con un tutor particular. Su madre murió en 1913. Ya como alumno Gueorgui Gámov se interesó mucho por la astronomía y cuando tenía trece años, su padre le regaló un pequeño telescopio. En 1917 estalló la Revolución rusa y una guerra civil, que perturbaron gravemente la vida de Gueorgui Gámov. Dedicó tanto tiempo que pudo a estudiar ecuaciones diferenciales y la teoría de la relatividad.
Al concluir sus estudios de educación media, Gueorgui Gámov ingresó el año 1922 o 1921 en el Departamento de matemáticas del Universidad de Novoróssiya. Ya que por dificultades en la financiación no hubo clases de física, estudió matemáticas. De 1922 a 1928, de 1923 a 1928 o de 1923 a 1929 fue estudiante en la Universidad Estatal de Leningrado. Estudió en la Facultad de Física y Matemáticas de esta universidad, donde brevemente tuvo como profesor a Alexandr Friedmann, quien era un físico y matemático ruso, especializado en cosmología relativista. Gueorgui tenía planificado investigar cosmología relativista con Friedmann, pero este lamentablemente falleció inesperadamente en septiembre de 1925. En la universidad hizo amistad con tres estudiantes de física teórica, Dmitri Ivanenko, Matvéi Bronstein y Lev Landau, quienes fueron conocidos como los tres mosqueteros, debido a su cercanía en el estudio de la mecánica cuántica y en la vida cotidiana. Su trabajo de grado para la licenciatura lo realizó en la teoría cuántica.[cita requerida] Se doctoró en 1928.
Gámov continuó sus estudios en 1928 por varias meses en la Universidad de Gotinga en Alemania, trabajando con Max Born. Después de su estancia en Gotinga fue al Instituto de Física Teórica de la Universidad de Copenhague en Dinamarca (1928-1929), donde se encontró, entre otros, con Niels Bohr, y en enero de 1929 a Cambridge en Inglaterra, donde se encontró, entre otros, con Ernest Rutherford, quedándose allí hasta 1930. De 1930 a 1931, fue a la Universidad de Copenhague otra vez. En 1931, se casó con Liubov Vojmíntseva, de la que se divorciará en 1956.
Después de sus estancias en el extranjero y habiendo terminado el doctorado, Gámov formó parte del cuerpo de profesores de la Universidad Estatal de Leningrado de 1931 a 1933, siendo el docente más joven, con tan solo veintiocho años de edad. También trabajó en el Instituto de Radio de Leningrado, el cual era dirigido por Vitali Jlopin. Junto con Lev Mysovski e Ígor Kurchátov, realizó el desarrollo de un proyecto sobre el ciclotrón, el cual era un acelerador de partículas, que fue presentado y aprobado por el Consejo Académico del Instituto de Radio en el año 1932, aunque no se completó hasta el 1937. 
En julio de 1932, enero de 1933 y agosto de 1933, después de solicitar sin éxito pasaportes para irse al extranjero, Gueorgui Gámov y su esposa intentaron huir de la Unión Soviética sin pasaportes y fracasaron. Sin embargo, poco tiempo después, Gámov recibió una invitación a una conferencia en Bruselas en octubre de 1933 y logró obtener un permiso para que su esposa le pudiera acompañar. Así pudieron finalmente dejar la Unión Soviética.
En el año académico 1933-1934, ingresó como profesor invitado a la Universidad de Londres, mientras que de manera paralela trabajaba en un instituto en París, Francia.
En 1934, recibió una invitación de la Universidad de Míchigan. A su llegada a los Estados Unidos tuvo ofertas de trabajo por otras universidades[cita requerida] y, también en 1934, decidió aceptar la cátedra de Física en la Universidad George Washington, en donde trabajó hasta 1956. En 1935, nació su hijo, Rustem Igor.
En la Universidad George Washington, Gueorgui Gámov desarrolló una teoría sobre la desintegración beta en 1936 junto con Edward Teller. En 1942, los dos desarrollaron además una teoría sobre la estructura interna de gigantes rojas. Junto con Ralph Alpher, Gueorgui Gámov desarrolló una teoría sobre la creación de los elementos químicos en una gran explosión del primer átomo primigenio, con una enorme densidad. Esta llegó a convertirse en la moderna teoría del Big Bang con los aportes de otros científicos. La existencia del átomo primigenio fue inicialmente postulada en 1931 por Georges Lemaître, un sacerdote de origen belga que era astrónomo y astrofísico. Gámov contribuyó a la teoría del Big Bang y la divulgó. Con Mario Schoenberg Gueorgui Gámov desarrolló la teoría del proceso Urca y con Ralph Alpher la teoría del origen de los elementos químicos mediante la captura sucesiva de neutrones.
En 1940, le otorgaron la ciudadanía estadounidense. Durante la Segunda Guerra Mundial, Gueorgui Gámov no pudo trabajar en el Proyecto Manhattan por su origen ruso pero trabajó sobre explosivos para la marina estadounidense. En 1948, Gámov y su estudiante Ralph Alpher redactaron un artículo llamado «The Origin of Chemical Elements» («El origen de los elementos químicos»), que fue una de las muchas contribuciones de Gámov a la teoría del Big Bang.
Gueorgui Gámov participó en el desarrollo de la bomba de hidrógeno en EE. UU. en los años 1950.
Después del descubrimiento de la estructura de la ADN por James Watson y Francis Crick en 1953, Gámov propuso que se necesita un código formado por tres nucleótidos para definir los veinte aminoácidos.
En 1958. Gámov se casó con Barbara Perkins.
Gueorgui Gámov permaneció en la Universidad George Washington en Washington D. C. hasta 1956, trabajando en la Universidad de Berkeley, California como profesor visitante en 1934 y en la Universidad de Colorado en Boulder de 1956 a 1968. En 1956, la Unesco le concedió el premio Kalinga, por su trabajo en ciencia popular. (Con la serie de libros del Sr. Tompkins (1939-1967), Un dos tres..., El infinito, y otros trabajos.)

## Teoría del Big Bang

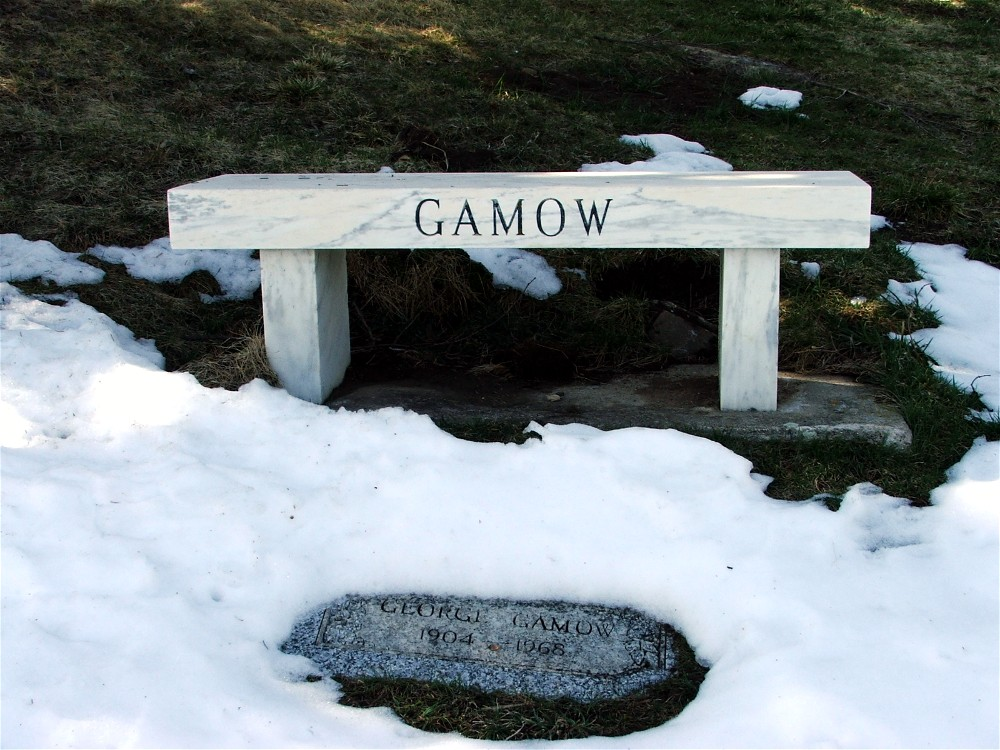
Tumba de Gueorgui Gámov en Boulder, Colorado, EE. UU.

Gámov propuso un modelo de la explosión de un ylem que explicaba la formación del helio en el universo. También predijo que el Big Bang había dado lugar a la radiación de fondo que fue identificada en 1965 por Arno Penzias y Robert Wilson.
Gámov se interesó por la evolución de las estrellas y en concreto, por cómo se genera la energía en ellas. También trabajó en la nucleosíntesis estelar tratando de averiguar cómo se formaron los distintos elementos químicos así como prediciendo la proporción de estos en el universo.
Las ideas de Gámov sobre el Big Bang y la nucleosíntesis primordial han sido puestas a prueba por numerosos experimentos y se han encontrado evidencias que lo avalan:
1. Las mediciones han mostrado que el universo está expandiéndose. Las galaxias están tomando distancia unas de otras a velocidades colosales. Esto concuerda con el surgimiento explosivo del universo. Al imaginar el comienzo de aquella expansión, los astrónomos han calculado que el universo había nacido hace 15 000 millones de años, aproximadamente.
2. La hipótesis de Gámov es apoyada por la detección de radiación cósmica. Durante miles de millones de años, el universo incandescente se ha ido enfriando a no más de -270 °C. A esta temperatura buena parte de la energía se concentra en la región de radiación de microondas. Debido a que el Big Bang pudo acaecer simultáneamente a la formación del diminuto volumen del universo, la radiación generada podría haber llenado todo el confín cósmico. Por ello, la radiación debería ser la misma en cualquier dirección que se observara (véase isotropía). En efecto, las señales de microondas registradas por los astrónomos indican la dispersión de un gas difuso formado por hidrógeno y helio a través de todo el universo naciente mucho antes de que se formaran las galaxias. En 1995, astrónomos analizaron una luz ultravioleta de un cuásar (que se cree que era una galaxia que hizo explosión en los márgenes del universo) y encontraron que una parte de la luz era absorbida por átomos de helio en su viaje a la Tierra. Ya que este cuásar está a más de 10 000 millones de años luz, la luz que llega a la Tierra revela hechos de hace 10 000 millones de años.
No se ha detectado mayor abundancia de hidrógeno porque un átomo de H solo tiene un electrón, que es desprendido por la luz de un cuásar en un proceso conocido como ionización; los átomos de hidrógeno ionizados no pueden absorber ninguna luz del cuásar. Por otro lado, el átomo de helio tiene dos electrones; la radiación puede arrancarle un electrón, pero no siempre ambos. Los átomos de helio ionizados aún pueden absorber la luz, por lo que es posible su detección.
3. El descubrimiento del helio primitivo. Los científicos estiman que el hidrógeno y helio fueron los primeros elementos formados en las etapas de comienzo de la evolución cósmica; se piensa que los demás elementos se originaron mediante una serie de reacciones nucleares en que participaron hidrógeno y el helio en el centro.

## Teoría de la desintegración alfa
En 1928, Gámov utiliza las leyes de la mecánica cuántica para estudiar la emisión de núcleos de helio. Este proceso se conoce como desintegración alfa. Este proceso tiene lugar a escala nuclear y corresponde a la transformación de un núcleo X de número básico A y número atómico Z en otro núcleo Y y un núcleo de helio. Esta es una reacción exotérmica de forma que se libera cierta cantidad de energía, Q. Esquemáticamente el proceso se describe con la siguiente expresión:
{\displaystyle \ _{Z}^{A}X\rightarrow _{Z-2}^{A-4}Y+_{2}^{4}He+Q}
La teoría de Gámov parte de un potencial nuclear promedio, suma de un pozo cuadrado de profundidad {\displaystyle \ V_{0}} y el potencial debido a la repulsión coulombiana de los protones {\displaystyle \ V_{\rm {Coulomb}}={\frac {2Z\alpha \hbar c}{r}}}. La constante de desintegración se puede ver como el producto de tres factores:
{\displaystyle \ \lambda =\varepsilon fP}
donde ε representa un factor de formación de la partícula alfa en el núcleo (ε≤1), P es la probabilidad de que dicha partícula atraviese la barrera de potencial por efecto túnel y f es el número de veces que choca contra las paredes de potencial por unidad de tiempo. Si suponemos que la partícula alfa se emite sin momento angular (l=0):
{\displaystyle \ \lambda =\varepsilon {\frac {c}{a}}\left({\frac {2[Q+V_{0}]}{m_{\alpha }{c}^{2}}}\right)^{1/2}\exp \left\{-4{\sqrt {\frac {m_{\alpha }c^{2}}{Q}}}(Z-2)\alpha \left({\frac {\pi }{2}}-2{\sqrt {\frac {Q}{V_{\rm {max}}}}}\right)\right\}}
Definiendo α como la constante de estructura fina, al radio del núcleo, Q la energía liberada, Z la carga del núcleo padre y Vmax la energía potencial coulombiana correspondiente al radio del núcleo, a.
Con esta teoría se pueden calcular todas las vidas medias correspondientes a desintegración alfa. Aunque su acuerdo con el experimento no es muy exacto, estos cálculos son capaces de estimar vidas medias de órdenes de magnitud muy diferentes entre {\displaystyle 10^{-5}} y {\displaystyle 10^{15}} segundos.

## Trabajos sobre el ADN
Tras el descubrimiento de la estructura del ADN, Gámov hizo una contribución al problema de cómo cuatro tipos distintos de bases (adenina, guanina, citosina, timina) en el ADN, podían controlar la síntesis de proteínas desde aminoácidos. Propuso que secuencias cortas de las bases formaban un «código», donde cada secuencia especificaba uno de los veinte aminoácidos. A pesar de que esta idea no era del todo correcta, Francis Crick, uno de los descubridores de la estructura del ADN, dijo que lo anterior lo ayudó en su propia resolución del problema.

## Escritos
Gámov se dedicó también a escribir una serie de libros que proporcionan al lector, bajo la forma de relatos fantásticos y humorísticos, nociones correctas de las teorías y principios en que se basa la ciencia moderna. Algunos de estos libros son la serie de Mr Tompkins, quien sueña que viaja a mundos en los cuales las propiedades físicas son completamente distintas a las de nuestro medio, llevando la teoría de la relatividad y la mecánica cuántica a nuestro día a día.

## Eponimia
- El cráter lunar Gamow lleva este nombre en su memoria.

## Curiosidades
- Gámov era un hombre imponente, de 1,90 m de altura y 102 kg pero era conocido por su particular sentido del humor. Una vez fue descrito como «el único científico de Estados Unidos con verdadero sentido del humor» por un reportero.
- El edificio más alto del campus principal de la Universidad de Colorado-Boulder se llama «Gamow Tower» en su honor.
- El trabajo de la cosmogénesis con Ralph Alpher fue publicado como la teoría de Alpher-Bethe-Gamow (Gámov había agregado el nombre de Hans Bethe sin su permiso para hacer un retruécano con las primeras tres letras del alfabeto griego, alfa-beta-gamma).